# Association de karaté Shotokan du Japon
 (juillet 2016).
Si vous disposez d'ouvrages ou d'articles de référence ou si vous connaissez des sites web de qualité traitant du thème abordé ici, merci de compléter l'article en donnant les références utiles à sa vérifiabilité et en les liant à la section « Notes et références ».
 (juillet 2016).
- Si vous ne connaissez pas le sujet, laissez ce bandeau (vous pouvez alors contacter les auteurs).
- Si vous supprimez le contenu mis en cause (vous pouvez préalablement contacter les auteurs),

argumentez précisément cette suppression dans la page de discussion
(un manque de référence n'est pas un argument ; une recherche réelle de référence doit avoir été effectuée, être formellement documentée).
L'Association de karaté Shotokan du Japon (JSKA) est l'une des associations de karaté Shotokan à s'être développée le plus rapidement à l'échelle mondiale. Elle a été fondée par Keigo Abe en 1999. 

## Origines
Keigo Abe fonde l'Association de karaté Shotokan du Japon le 10 février 1999, à la suite de son départ en retraite du poste de chargé de la procédure de la JKA (section Matsuno) le 31 janvier 1999. Comme en 2008, Abe détient le 9e dan au sein de l'Association de karaté Shotokan du Japon, et il est le Chef instructeur de la JSKA. Son grade a été attribué par son Shihankai au championnat du monde organisé à Manchester (Royaume-Uni). 
À la JKA, Keigo Abe assiste à de nombreuses scissions au cours des années 1970, comme en 1977 lorsque l'instructeur JKA Shirō Asano forme sa propre organisation, devenue la SKIF, entraînant avec lui Hirokazu Kanazawa comme chef instructeur. À la mort de Nakayama en 1987, la JKA rencontre une période de trouble, aussi bien au siège social de Tokyo qu'au niveau mondial. Taiji Kase et Hiroshi Shirai, instructeurs expérimentés JKA en Europe, partent pour former l'Académie mondiale de karaté-Do Shotokan. 
Tajeto Okuda, chef instructeur JKA au Brésil, quitte pour former sa propre organisation Butoku-kan. Keigo Abe est encore impliqué dans la scission de 1990, quand une dispute officielle oppose deux groupes de contrôles de la JKA. L'un est dirigé par Tetsuhiko Asai, le chef instructeur de la JKA (après Nakayama) avec Raizo Matsuno, l'autre par Nobuyuki Nakahara et qui comprend Masaaki Ueki et Masahiko Tanaka. Le groupe de Tetsuhiko Asai, connu en tant que section Matsuno, comprend Keigo Abe et Mikio Yahara. En 1990, Abe devient chargé de la procédure au sein de la JKA (section Matsuno), poste qu'il occupe jusqu'à son départ en retraite de la JKA le 31 janvier 1999. La section Matsuno se sépare, après plusieurs décisions de justice, la question des droits de la marque de la JKA est réglée par la cour Suprême du Japon le 10 juin 1999 en faveur du groupe Nakahara.
Abe déclare : « Je sens cependant que le karaté de nos jours est centré uniquement sur la victoire en compétition et que tout le monde s'entraîne à cette fin. C'est loin de la vérité. Je crois que le but ultime dans le karaté repose dans l'entraînement quotidien avec pour objectif de développer un esprit fort et un corps de force égale afin de contribuer à la société de manière générale ».[réf. nécessaire]
Abe établit la JSKA pour réaliser ce que lui-même considère comme étant le but ultime du karaté. La JSKA a des membres répartis dans plus de quarante pays, avec les mêmes objectifs de l'organisation d'enseigner le karaté en tant qu'art martial basé sur les concepts japonais du Budo, de perfectionner la technique et la self-défense, mais également pour améliorer la santé, la confiance en soi, l'attitude mentale. Elle se différencie des autres organisations qui proclament un retour à des valeurs traditionnelles et d'entraînement de la JKA, comme l'entend Masatochi Nakayama, le chef instructeur de la JKA. Les étudiants suggèrent qu'à travers les enseignements de Keigo Abe, un élève qui a appris directement de Masatochi Nakayama (qui enseigne à partir des fondements du style de Gichin Funakoshi) prolonge la loi Shotokan.
La JSKA insiste sur le développement de techniques effectives avec usage des positions basses et longues, introduites par Yoshitaka Funakoshi, transmises à Nakayama puis à Abe, et bien qu'il s'agisse de fonctionnalités générales du style Shotokan, la self-défense et le budo insistent plus sur la signification des actes spontanés, avec usage de bonnes postures et de la biomécanique, assurant l'exécution de techniques efficaces et puissantes. Malgré le fait que la JSKA accepte la compétition, elle maintient toujours les règles du Ippon Shobu sur la base du concept du one shoot, one kill au cours de l'entraînement.

## Grade
Pour tous les grades (kyu), l'étudiant doit prouver à l'examinateur son niveau de compréhension des trois facettes du style : modèles (kata), notions de base (kihon), et de combat (kumite). Les grades sont examinés avec le candidat karatéka qui se présente pour l'évaluation, sur permission de son instructeur, tous les trois à quatre mois. Cette situation est valable entre le dixième et le premier kyu, selon l'affiliation de l'association. Le délai minimum entre le 1er kyu et 1er dan est typiquement de 6 à 12 mois. Le temps entre les dans augmente approximativement avec la progression annuelle du kyu. Du dixième kyu au premier, et du premier dan au dixième. 
Les grades kyu ont une progression colorée, mais tous les grades dan se font en ceinture noire. La progression en dan se fait sur classement établi par l'examinateur. Les gradations supérieures au 5e dan sont proposées sous les auspices de l'intructeur en chef de la JSKA, et sont examinées au niveau national et international lors d'événements ou compétitions. Selon le grade visé, un format correspondant aux grades kyu est nécessaire couvrant les trois sections de la formation. Le karatéka exécute un seul kata, et l'examinateur choisit un autre kata, à partir d'une liste, selon le grade. Selon la progression, un travail de recherche doit être présenté au jury, et l'application (bunkai) du kata choisi par l'examinateur doit être montré et expliqué.

## Grands Championnats

### Coupe du monde/Championnat du monde
Le JSKA depuis sa création, a participé à un Championnat du monde tous les deux ans :
- 2002 - Allemagne
- 2004 - Afrique du Sud
- 2006 - États-Unis
- 2008 - Royaume-Uni
- 2010 - Portugal
- 2012 - Mexique
- 2014 - Italie
- 2016 - Namibie

## JSKA Fonctionnaires
| Instructeur            | Rang   | Position                                           | Pays                                |
| Keigo Abe              | 9e Dan | Chef instructeur                                   | Japon                               |
| Makoto Matsunami       | 8e Dan | Chargé des procédures et superviseur international | Japon                               |
| Takashi Naito          | 6e Dan | Chargé administratif et superviseur international  | Japon                               |
| Dieter Flindt          | 8e Dan | Chargé des procédures et superviseur européen      | JSKA Allemagne                      |
| Vilaca Cristóvão Pinto | 8e Dan | Chargé de la procédure                             | JSKA Portugal                       |
| Khosro Taghva          | 7e Dan | Chargé de la procédure                             | JSKA Italie                         |
| Hans Muller            | 7e Dan | Chargé de la procédure                             | JSKA Suisse                         |
| Bientôt Pretorius      | 7e Dan | Chargé de la procédure                             | KSKA Afrique du Sud (JSKA)          |
| Alexander Drennick     | 7e Dan | Chargé de la procédure                             | JSKA de la Russie/Saint-Pétersbourg |
| Mohamed Behrami        | 8e Dan | Chargé de la procédure                             | JSKA l'Iran                         |

### Ancien JSKA les fonctionnaires et les membres Shihankaï
| Instructeur       | Rang   | Positions détenues                                       | Pays                 | Affiliation |
| Mitsuru Nagaki    | 8e Dan | Assistant Chef instructeur / Shihankaï                   | Japon                | JKS         |
| Masahisa Iida     | 7e Dan | Superviseur / Shihankaï                                  | Japon                | Indépendant |
| Tsunehiro Sato    | 7e Dan | Superviseur / Shihankaï                                  | Japon                | Indépendant |
| Jan Knobel        | 9e Dan | Chargé de la procédure / Shihankaï                       | JSKA Pays-Bas        | WJKA        |
| Charles Gidley    | 8e Dan | Chargé de la procédure / Shihankaï                       | JSKA Grande-Bretagne | BSKI        |
| George Carruthers | 8e Dan | Chargé administratif et superviseur européen / Shihankaï | JSKA Grande-Bretagne | BSKI        |